# Задора (герб)
Задора (пол. Zadora, Budziszyn, Flamen, Flamma, Płomień, Płomieńczyk) — польский дворянский герб.

## Описание
В голубом поле львиная голова по гриву, а из открытой пасти выходит пламя. Та же львиная голова повторяется в нашлемнике. Начало этого герба полагается в X столетии, при Болеславе Кривоустом, которым знамя это было присвоено некоему Задоре.

## Герб используют
Алантси (Alantsy), Андрушкевичи (Andruszkiewicz), Бакевичи (Bakiewicz), Бакиум (Bakium), Бальцеровские (Balcerowski), Балицкие (Balicki, Balicki z Balic, Balicki z Jaromirki), Бартоши (Bartosz), Бартошевичи (Bartoszewicz), Бартошевские (Bartoszewski), Бонки (Bak), Бихау (Bichau), Борх (Borch), Борховские (Borchowski), Борек (Borek), Борские (Borski), Броховские (Brochowski), Брогомиры (Brohomir), Бржези (Brzezie, B.-Lanckoronski и B.-Russocki), Быховские (Bychowski), Хржонстовские (Chrzastowski), Цехаржевские (Ciecharzewski), Цесельские (Ciesielski), Циминские (Ciminski), Цишевские (Ciszewski), Довгяло (Довгялло, Dowgiallo, Dowgialo, Dawgialo, Dawgialo Kurowios Stryszka, Dawgialo Zawisza, Dowgialo Narbut), Глищинские (Gliszczynski), Гаунтал (Hauntal), Хавнули (Hawnul), Хавнулевичи (Hawnulewicz), Головчицы (Holowczyc), Яшковские (Jaszkowski), Карвачян (Karwaczian), Карвовские (Karwowski), Керло (Kierlo), Конарские (Konarski), Кржентовские (Krzetowski), Куровские (Kurowski), графы и дворяне Ланцкоронские (Лянцкоронские, Лянкоронские, v. Lanckoronsky, Lankoronski v. Brzezia, Lanckoronski, Lanckoronski z Brzezia), Лехницкие (Lechnicki), Ленчевские (Lenczewski), Ленецкие (Leniecki), Липинские (Lipinski), Лончковские (Laczkowski, Laczkowski z Laczkowic), Маевские (Majewski), Маршалковичи (Marszalkowicz), Надзивой (Nadziwoy), Нарбуты (Нарбурты, Narburt, Narbutt), Нивицкие (Niwicki), Пашевичи (Paszewicz), Пашковские (Paszkowski, Paszkowski Lanckoronski), Пашкудские (Paszkudzki), Пясецкие (Piasecki), Пломенчик (Plomieczyk), Прондзынские (Prondzynski), Пржецлавские (Przeclawski), Росперские (Rosperski), Русаковские (Rusakowski, Russakowski), графы и дворяне Калиновские (kalinowski), Руссоцкие (Russocki), Рвоцкие (Rwocki), Секержинские (Siekierzynski), Скуратовичи (Skuratowicz), Скварчинские (Skwarczynski), Стрик (Stryk), Стриковские (Strykowski), Стржишка (Strzyszka), Сухоржевские (Suchorzewski), Швейцер (Szwejcer), Вальтер (Walter), Влодзиславские (Wlodzislawski), Водзиславские (Wodzislawski), Вояковские (Wojakowski), Военские (Wojenski), Вржещ (Wrzescz, Wrzeszcz), Задоры (Zadora), Задорские (Zadorski), Завиши (Zawisza), Зужельские (Зузельские, Zuzelski), Жиценские (Zycienski).
Задора изм.
Керло (Kierlo, Kierla), Лянцкоронские (Lanckoronski).
Пломеньчик совитый (Plomienczyk sowity)
Керло (Kierlo). 